# Elżbieta Misiak-Bremer
Elżbieta Misiak-Bremer (ur. 15 grudnia 1939 w Sieradzu, zm. w kwietniu 2023) – polska dziennikarka, inżynier, działaczka opozycji demokratycznej w okresie PRL.

## Życiorys
Z wykształcenia inżynier, ukończyła studia na Politechnice Warszawskiej.
Od czasu wprowadzenia stanu wojennego do końca lat 80. związana z pismami drugiego obiegu. Od 1982 działała w ogólnopolskiej grupie zajmującej się pozyskiwaniem papieru, drukiem i dystrybucją od 10 do 15 tysięcy egzemplarzy „Tygodnika Mazowsze”. Publikowała także w „Tygodniku Wojennym” i „Przeglądzie Wiadomości Agencyjnych”. Od 1984 do 1989 była rozpracowywana operacyjnie przez funkcjonariuszy SB. W kwietniu 1984 została zatrzymana i tymczasowo aresztowana, w jej mieszkaniu zatrzymano wówczas publikacje niezależne, zwolnienie uzyskała w lipcu tego samego roku. Do 1989 działała w grupie politycznej i redakcji miesięcznika „Wyzwolenie”.
Jako dziennikarka pracowała m.in. w „Ładzie”, „Tygodniku Solidarność”, „Konfrontacjach” i „Wprost”. Od 1987 do 2001 pełniła funkcję rzecznika prasowego Politechniki Warszawskiej, była redaktor naczelną uczelnianego miesięcznika. Została później redaktor naczelną periodyku „POgłos” wydawanego przez Platformę Obywatelską. Od 1999 do 2005 zasiadała w zarządzie Stowarzyszenia Dziennikarzy Polskich, kierowała warszawskim oddziałem tej organizacji. Z rekomendacji klubu parlamentarnego PO w 2007 i w 2010 powoływana w skład rady programowej TVP, została jej wiceprzewodniczącą.
Od 1966 była członkinią Grupy Bieszczadzkiej GOPR. Spisała i opracowała wspomnienia Izabeli Dzieduszyckiej, wydane w 2011 pod tytułem Kucem na Ursynów.

## Odznaczenia
W 2011, za wybitne zasługi w działalności na rzecz przemian demokratycznych w Polsce, za osiągnięcia w podejmowanej z pożytkiem dla kraju pracy zawodowej i społecznej, odznaczona Krzyżem Kawalerskim Orderu Odrodzenia Polski.